# Уильямс, Лестер
Лестер Б. Уильямс (англ. Lester B. Williams; 24 июня 1920, Гровтон, Техас — 13 ноября 1990, Хьюстон, Техас) — американский техасский блюзовый и электроблюзовый гитарист, певец и автор песен. Он наиболее известен своими песнями «Winter Time Blues» и «I Can’t Lose with the Stuff I Use». Его главным вдохновителем был T-Bone Walker.
Выпустивший несколько синглов в 1950-х годах. Его карьера звукозаписи длилась с 1949 по 1956 год. Он оставался стойким приверженцем блюзовой сцены Хьюстона на протяжении десятилетий.

## Биография
Родился в Гровтоне, штат Техас. Когда он был маленьким мальчиком, его семья переехала в Хьюстон. 
После службы во время Второй мировой войны. Уильямс пел в танцевальном зале Eldorado в Хьюстоне, но бросил учёбу и поступил в консерваторию Новой Англии в Бостоне, штат Массачусетс, чтобы изучать фортепиано и вокал. Он не окончил её, а вернулся в Хьюстон, где самостоятельно научился играть на гитаре и начал писать песни. 
Влияние Уокера вдохновило Уильямса, который сказал себе: «Я мог бы научиться играть на гитаре и получить часть тех денег, которые заработал Ти-Бон». Создав собственную группу в 1949 году, он написал «Winter Time Blues», которая возникла из его собственного опыта, когда его жена и дочь уехали в Лос-Анджелес на лето, оставив его размышлять о зиме в одиночестве. 
В песне были слова «Winter without your baby, you could well be dead». Он подписал контракт на запись с Macy’s Recordings, и Стив Понсио спродюсировал «Winter Time Blues», который стал региональным хитом. Его следующие несколько релизов не имели коммерческого успеха, и к 1951 году Уильямс перешел на Specialty Records.
Его первый диск для них стал его самым успешным, «„I Can’t Lose with the Stuff I Use“» (1952). Его известность возросла до такой степени, что в феврале 1953 года он появился в Карнеги-холле в Нью-Йорке, в составе группы, в которой также были Дина Вашингтон, Билли Экстайн и Нэт Кинг Коул. 
Песня «I Can’t Lose with the Stuff I Use» была перепета десятилетием позже Би Би Кингом. Его успех был недолгим, так как последующие релизы плохо продавались. 
К 1954 году Уильямс регулярно выступал на радиостанции Хьюстона KLVL и начал постоянный гастрольный режим по всему Югу. Дополнительные синглы были выпущены Duke и Imperial, последний в 1956 году.
В последующие десятилетия Уильямс продолжал выступать в Хьюстоне и за его пределами. В 1986 году он отправился в тур по Европе.
Уильямс умер в ноябре 1990 года в Хьюстоне в возрасте 70 лет.